# Gonzalo Martínez (banda)
Gonzalo Martínez fue un dúo chileno de música electrónica formado en 1997 por Jorge González y Dandy Jack (Martín Schopf). El nombre proviene del apellido del primero (González) y el nombre de pila del segundo (Martín).
Este proyecto fue segundo en fusionar la electrónica con la cumbia («electrocumbia») tras editar un único disco, Gonzalo Martínez y sus congas pensantes (1997), antes de disolverse al año siguiente.

## Historia
Jorge González y Dandy Jack (músico electrónico chileno radicado en Alemania, hijo de padres exiliados por la dictadura de Pinochet) se habían conocido en Santiago, a través del grupo de performance Las Cleopatras, en 1989, cuando el primero todavía era vocalista y líder de Los Prisioneros. En 1995, pocos años después de la separación de esta banda, los dos volvieron a encontrarse casualmente en Berlín durante el evento Love Parade y se hicieron amigos. En 1997, de nuevo en Santiago, crearon el dúo Gonzalo Martínez.
Aunque el nombre del proyecto era evidentemente un seudónimo colectivo derivado del apellido de Jorge González y el nombre de pila de Martín Schopf/Dandy Jack, una broma jugada por el dúo a algunos periodistas extendió la leyenda de que «Gonzalo Martínez» era un niño prodigio a quien los dos chilenos habían conocido en Brooklyn.
En octubre de 1997 salió a la luz Gonzalo Martínez y sus congas pensantes, editado por las disqueras BMG y Discos G (propiedad de González). Este disco era un curioso experimento que fusionaba la música electrónica con cumbias tradicionales, tales como «La piragua» o «La pollera colorá» —además de otras tres cumbias originales compuestas por el dúo («Cumbia triste», de González; «¡Guapa!», de Schopf; y «La cumbia del pepino», de ambos)—. El músico venezolano afincado por esos días en tierras chilenas Argenis Brito (exmiembro de Los Chamos y futuro fundador del dúo Mambotur, con Pier Bucci) participó en el disco como cantante invitado.
La idea de mezclar estos dos géneros aparentemente tan dispares fue de Dandy Jack. Según González, éste «tuvo la visión de que la única manera de que la música tecno entrara a Sudamérica era que Sudamérica entrara en ella». A pesar de esto, en Chile el disco no fue bien recibido ni por la crítica ni por el público, pues no superó las 2.000 copias vendidas; sin embargo, fue un éxito en el circuito underground europeo, sobre todo en Alemania y el Reino Unido.
En 1998 Gonzalo Martínez firmó con multiColor, el nuevo sello del influyente músico y productor alemán Uwe Schmidt (alias Atom Heart), pero se disolvió al poco tiempo, cuando Jorge González formó la igualmente efímera banda Los Dioses, junto con Miguel Tapia (excompañero suyo en Los Prisioneros) y Argenis Brito.
En 2014 se reeditó en Chile su único disco bajo el sello Plaza Independencia Música, excluyendo las pistas «La cumbia del pepino» y «¡Guapa!».